# Бои за Стрежневский плацдарм
(координаты: 57°03′37″ с. ш. 28°48′46″ в. д.)

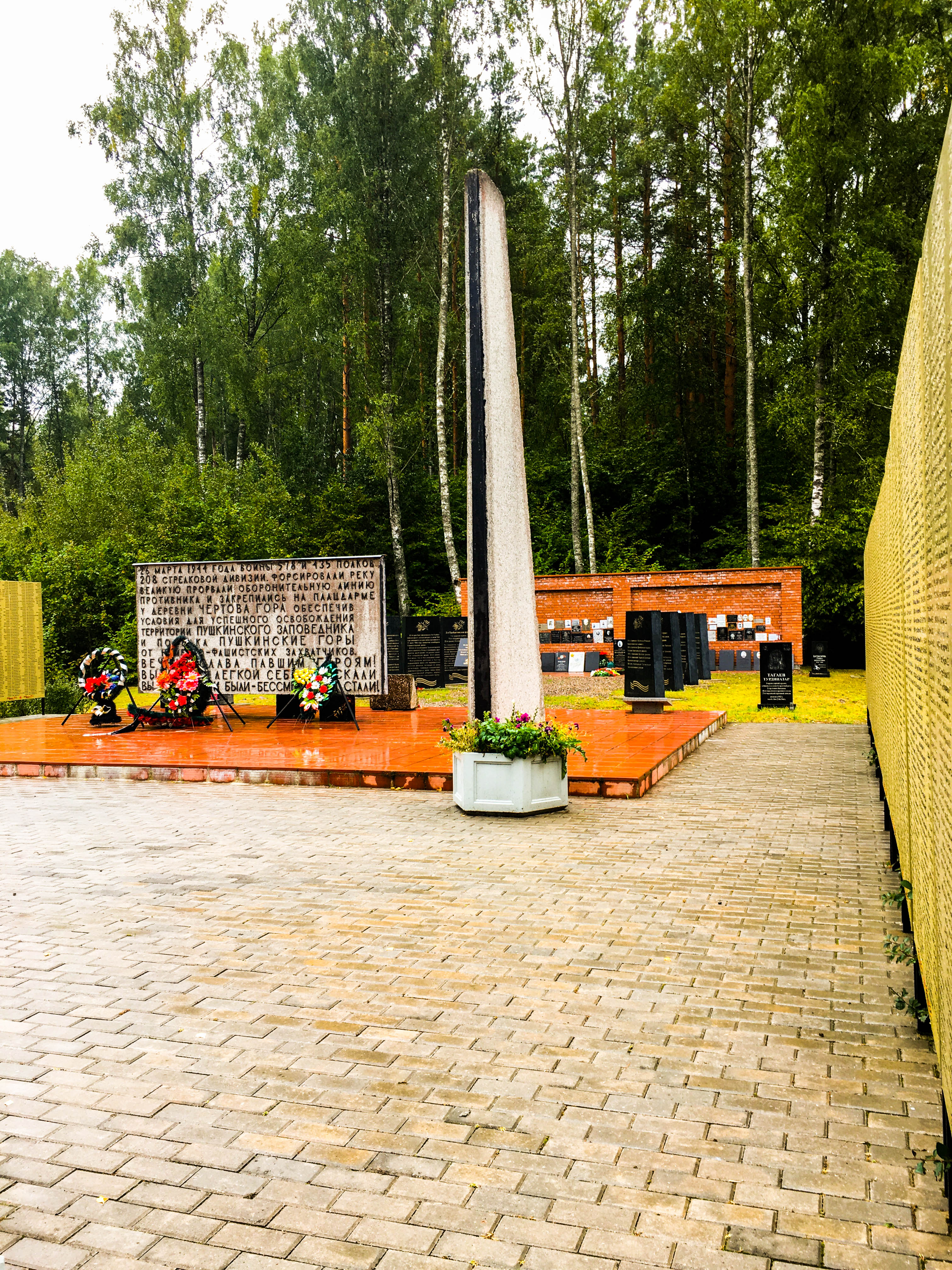
Памятный мемориал у деревни Чёртова гора

Бои за Стержневский плацдарм — бои за оперативный плацдарм на западном берегу реки Великая в Пушкиногорском районе Псковской области, в 8-10 км северо-западнее поселка Пушкинские Горы, захваченный войсками 2-го Прибалтийского фронта в ходе наступления в конце марта 1944 года .

## Ход боёв
В последних числах февраля 1944 советские войска подошли к восточному берегу реки Великая, на противоположном берегу которой противник создал мощный оборонительный рубеж, включающий тщательно замаскированные укрепленные доты, артиллерийские и пулеметные точки. Форсирование реки Великая в данных обстоятельствах требовало специальной подготовки, однако командование 2-го Прибалтийского фронта настаивало на скорейшем продвижении советских войск.
В журнале боевых действий 44-го стрелкового корпуса, входившего в 22-ю армию 2-го Прибалтийского фронта записано: «Боевым приказом командира корпуса поставлена задача силами двух дивизий форсировать в ночь с 25 на 26.03.44 г. реку Великая и выйти на дорогу на западном берегу р. Великая Печане-Яхнова, затем, развивая успех, перерезать шоссе Пушкинские Горы — Новгородка».
В ночь с 25 на 26 марта 1944 года 33-я стрелковая дивизия и 115-я стрелковая дивизия в районе деревень Печане, Глыжино и Кузовиха Пушкиногорского района Калининской области (современной Псковской области) стремительным рывком по льду преодолели неширокую в этом месте реку Великая и выбили противника из укрепленных позиций и овладели населенными пунктами: Кузовиха, Бельково и Заброво. Пять фашистских батарей, захваченных на огневых позициях с полным комплектом боеприпасов, были повернуты против неприятеля. Как показали взятые в этой схватке немецкие пленные, удар советских войск на один час опередил назначенную на тот же день контратаку гитлеровцев.
26 марта в 7 часов 45 минут на всем участке прорыва Глыжино — Кузовиха началась артиллерийская подготовка. Крупные подразделения фашистской пехоты, сосредоточенные в траншеях и укрытиях близ переднего края, попали под огонь советской артиллерии и понесли большие потери. К середине дня советские войска закрепилась на западном берегу Великой.
В середине дня 26 марта в бой вводятся 8-я гвардейская стрелковая дивизия и 26-я стрелковая дивизия, развивая успех.
Войска 44-го стрелкового корпуса к 14:00 26 марта перерезают дорогу Печане — Яхнова и овладевают населенными пунктами Глыжино, Гнилуха, Мишны, Мошино, Горушка и Забоево, образуя так называемый Стержневский плацдарм (название от близости деревни Стержнево), простиравшийся на восемь километров по фронту и 2-4 километра в глубину.
К вечеру гитлеровское командование сосредоточило силы для контрудара и бросило их в бой, однако контрудар провалился. Попытки отбить Стержневские высоты продолжались 27 марта и в последующие дни. Противник применял танки, авиацию, вел массированный артиллерийский огонь. Советские войска несли серьезные потери, но плацдарм удержали. Воины проявили стойкость, мужество, готовность к самопожертвованию и героизм.
27 марта на плацдарм, подвергавшийся непрерывным контратакам противника, были переправлены советские танки. Поскольку толщина льда не превышала 20-25 сантиметров и тяжести танка «Т-34» выдержать не могла, саперы под огнём артиллерии и минометов противника перевезли их на западный берег реки Великой на паромах. Лед для этого пришлось взорвать, и его плавающие обломки очень мешали передвижению. Бои продолжались с нарастающим ожесточением.
Ожесточённые бои развернулись на плацдарме «Чертова Гора» — таким именем нарекли советские солдаты поросшую хвойным мелколесьем высоту на берегу озера Стречно. Штурм Чертовой Горы отметился тяжелыми потерями.
Бои за Стержневский плацдарм развертывались не только на земле, но и в воздухе.
Все попытки развить стремительное наступление не дали никакого успеха. 18 апреля Ставка Верховного Главнокомандования через своего представителя Маршала Советского Союза С. К. Тимошенко распорядилась: наступление прекратить и перейти к жестокой обороне...
Советские войска удерживали Стержневский плацдарм около четырёх месяцев. Ожесточенные бои продолжались вплоть до начала Псковско-Островской операции 17 июля 1944 года.

## Память
Сейчас на месте Чертовой Горы установлена памятная стелла и мемориальная доска, на которой написано «26 марта 1944 года воины 578 и 435 стрелкового полка и 208 стрелковой дивизии форсировали реку Великую, прорвали оборонительную линию противника, закрепились на плацдарме дер. Чертова Гора, обеспечив условия для успешного освобождения территории Пушкинского заповедника и п. Пушкинские Горы от немецко-фашистских захватчиков. Вечная слава павшим героям!»